# Lista najbogatszych Polaków magazynu Forbes
Lista najbogatszych Polaków magazynu Forbes, jest co roku publikowana przez amerykański magazyn ekonomiczny Forbes, wydawany w Polsce przez wydawnictwo Axel Springer Polska. Przez polską edycję magazynu opracowana jest także lista najbogatszych Polaków, która jest publikowana w tym samym numerze, co Lista najbogatszych ludzi świata.

## Dziesięciu najbogatszych Polaków (2025)[1]
| Pozycja | Imię i nazwisko                         | Majątek (mld PLN) | Branża i/lub przedsiębiorstwo                          |
| ------- | --------------------------------------- | ----------------- | ------------------------------------------------------ |
| 1       | Michał Sołowow                          | 28,11             | branża chemiczna, energetyka                           |
| 2       | Jerzy Starak 1                          | 24,87             | farmacja                                               |
| 3       | Tomasz Biernacki 1                      | 22,28             | handel                                                 |
| 4       | Sebastian Kulczyk                       | 9,38              | chemia, inwestycje                                     |
| 5       | Zygmunt Solorz 3                        | 8,41              | media, telekomunikacja                                 |
| 6       | Dominika Kulczyk                        | 7,87              | energia odnawialna, inwestycje                         |
| 7       | Paweł Marchewka                         | 7,80              | gry komputerowe (Techland)                             |
| 8       | Zbigniew i Mateusz Juroszek z rodziną 1 | 7,63              | zakłady bukmacherskie (STS), nieruchomości (ATAL S.A.) |
| 9       | Dariusz Miłek 11                        | 6,18              | obuwnictwo (CCC)                                       |
| 10      | Marek i Maciej Grzebita z rodziną 37    | 6,04              | media (Media Expert)                                   |

## Dziesięciu najbogatszych Polaków (2024)[2]
| Pozycja | Imię i nazwisko                         | Majątek (mld PLN) | Branża i/lub przedsiębiorstwo                          |
| ------- | --------------------------------------- | ----------------- | ------------------------------------------------------ |
| 1       | Michał Sołowow                          | 27,25             | branża chemiczna, energetyka                           |
| 2       | Tomasz Biernacki                        | 23,62             | handel                                                 |
| 3       | Jerzy Starak                            | 19,47             | farmacja                                               |
| 4       | Sebastian Kulczyk 3                     | 9,38              | chemia, inwestycje                                     |
| 5       | Bogusław Cupiał 22                      | 8,17              | produkcja kabli i przewodów (Tele-Fonika Kable)        |
| 6       | Dominika Kulczyk                        | 8,05              | energia odnawialna, inwestycje                         |
| 7       | Paweł Marchewka 2                       | 7,80              | gry komputerowe (Techland)                             |
| 8       | Zygmunt Solorz-Żak 4                    | 7,72              | media, telekomunikacja                                 |
| 9       | Zbigniew i Mateusz Juroszek z rodziną 1 | 7,44              | zakłady bukmacherskie (STS), nieruchomości (ATAL S.A.) |
| 10      | Arkadiusz Muś 1                         | 4,25              | materiały budowlane                                    |

## Dziesięciu najbogatszych Polaków (2023)[3]
| Pozycja | Imię i nazwisko                         | Majątek (mld PLN) | Branża i/lub przedsiębiorstwo                          |
| ------- | --------------------------------------- | ----------------- | ------------------------------------------------------ |
| 1       | Michał Sołowow                          | 25,9              | branża chemiczna, energetyka                           |
| 2       | Tomasz Biernacki 1                      | 19,9              | handel                                                 |
| 3       | Jerzy Starak 1                          | 15,2              | farmacja                                               |
| 4       | Zygmunt Solorz-Żak                      | 10,5              | media, telekomunikacja                                 |
| 5       | Paweł Marchewka 4                       | 8,4               | gry komputerowe (Techland)                             |
| 6       | Dominika Kulczyk 1                      | 8,3               | energia odnawialna, inwestycje                         |
| 7       | Sebastian Kulczyk 1                     | 6,5               | chemia, inwestycje                                     |
| 8       | Zbigniew i Mateusz Juroszek z rodziną 1 | 5,7               | zakłady bukmacherskie (STS), nieruchomości (ATAL S.A.) |
| 9       | Arkadiusz Muś 1                         | 4,5               | materiały budowlane                                    |
| 10      | Andrzej Grabowski 33                    | 3,8               | mleczarstwo (Polmlek)                                  |

## Dziesięciu najbogatszych Polaków (2022)[4]
| Pozycja | Imię i nazwisko                         | Majątek (mld PLN) | Branża i/lub przedsiębiorstwo                          |
| ------- | --------------------------------------- | ----------------- | ------------------------------------------------------ |
| 1       | Michał Sołowow                          | 27,3              | branża chemiczna, energetyka                           |
| 2       | Jerzy Starak 2                          | 18,5              | farmacja                                               |
| 3       | Tomasz Biernacki 1                      | 15,8              | handel                                                 |
| 4       | Zygmunt Solorz-Żak 1                    | 13,9              | media, telekomunikacja                                 |
| 5       | Dominika Kulczyk                        | 7,6               | energia odnawialna, inwestycje                         |
| 6       | Sebastian Kulczyk                       | 6                 | chemia, inwestycje                                     |
| 7       | Zbigniew i Mateusz Juroszek z rodziną 1 | 4,7               | zakłady bukmacherskie (STS), nieruchomości (ATAL S.A.) |
| 8       | Arkadiusz Muś 9                         | 4,3               | materiały budowlane                                    |
| 9       | Paweł Marchewka 1                       | 4,1               | gry komputerowe (Techland)                             |
| 10      | Bogdan i Elżbieta Kaczmarek 6           | 3,9               | meble                                                  |

## Dziesięciu najbogatszych Polaków (2021)[5]
| Pozycja | Imię i nazwisko                         | Majątek (mld PLN) | Branża i/lub przedsiębiorstwo                          |
| ------- | --------------------------------------- | ----------------- | ------------------------------------------------------ |
| 1       | Michał Sołowow                          | 15,5              | branża chemiczna, energetyka                           |
| 2       | Tomasz Biernacki 2                      | 13,1              | handel                                                 |
| 3       | Zygmunt Solorz-Żak 1                    | 13,1              | media, telekomunikacja                                 |
| 4       | Jerzy Starak 1                          | 12,9              | farmacja                                               |
| 5       | Dominika Kulczyk                        | 7,6               | energia odnawialna, inwestycje                         |
| 6       | Sebastian Kulczyk                       | 6,4               | chemia, inwestycje                                     |
| 7       | Rafał Brzoska N                         | 5,7               | logistyka, e-commerce                                  |
| 8       | Zbigniew i Mateusz Juroszek z rodziną 1 | 4,8               | zakłady bukmacherskie (STS), nieruchomości (ATAL S.A.) |
| 9       | Maciej i Małgorzata Adamkiewicz 1       | 4,7               | farmacja (Adamed)                                      |
| 10      | Paweł Marchewka                         | 4,1               | gry komputerowe (Techland)                             |

## Dziesięciu najbogatszych Polaków (2020)[6]
| Pozycja | Imię i nazwisko                 | Majątek (mld PLN) | Branża i/lub przedsiębiorstwo                          |
| ------- | ------------------------------- | ----------------- | ------------------------------------------------------ |
| 1       | Michał Sołowow                  | 15,6              | branża chemiczna                                       |
| 2       | Zygmunt Solorz-Żak              | 12                | telekomunikacja                                        |
| 3       | Jerzy Starak                    | 9,6               | farmacja                                               |
| 4       | Tomasz Biernacki                | 8,1               | handel                                                 |
| 5       | Dominika Kulczyk                | 6,9               | energia odnawialna, inwestycje                         |
| 6       | Sebastian Kulczyk               | 6,6               | chemia, inwestycje                                     |
| 7       | Zbigniew Juroszek z rodziną     | 3,7               | zakłady bukmacherskie (STS), nieruchomości (ATAL S.A.) |
| 8       | Maciej i Małgorzata Adamkiewicz | 3,5               | farmacja (Adamed)                                      |
| 9       | Marcin Iwiński                  | 3,4               | gry komputerowe (CD Projekt)                           |
| 10      | Paweł Marchewka                 | 3                 | gry komputerowe (Techland)                             |